# Giuliano Allegri
Giuliano Allegri (Fidenza, 18 agosto 1947) è un editore italiano.

## Biografia
Giuliano Allegri nasce a Fidenza nel 1947. Dopo aver frequentato prestigiose botteghe d'arte, l'Accademia di Belle arti di Brera ed un primo apprendistato nel campo dell'editoria si trasferisce a Firenze, e qui fonda nel 1975, in società con Alvaro Bracaloni, bibliofilo colto e raffinato, la stamperia e galleria d'arte "La Bezuga". Il nome deriva dall'antica forma italiana di tartaruga, "bissa-ruca", così detta per la testa di serpente e la pianta di cui si nutre. A Firenze nel 1975 nasce così la prima, storica sede in via de' Pandolfini, in cui un atelier, provvisto di torchi calcografici e litografici si affianca ad una galleria espositiva dove organizzare mostre ed esporre i libri e le cartelle di grafica realizzate nel laboratorio. Allegri arriva all'arte contemporanea stampando libri d'artista, contenenti opere grafiche originali.
Nel 2005 Allegri dona a Fidenza una serie di opere grafiche di importanti artisti contemporanei fra cui Guttuso, Annigoni, Chia, Paladino, ecc. che saranno esposte nella mostra nei giorni della Gran Fiera e che poi troveranno sede definitiva a Palazzo Orsoline.
Nel 2010, Allegri ha cessato l'attività a Firenze per trasferirsi a Stradella (PV), ha collaborato con Enti Pubblici, quali il Comune di Broni e i musei Civici di Pavia, il Castello di Belgioioso, dove ha curato l'allestimento di mostre  di pittura e di grafica tra cui, nel 2017 la mostra-evento dedicata alla Pittura colta in ricordo del critico e storico dell'arte Italo Mussa.
Nel 2019 cura la mostra In viaggio con Leonardo al castello di Belgioioso dedicato ad opere di artisti contemporanei influenzati dall'opera di Leonardo. Mostra in ricordo di Carlo Pedretti, uno dei massimi esperti del genio vinciano.
Nel 2021 partecipa al documentario Tra cento miliardi di ricordi: un omaggio a Franco Battiato, a cura di Alessio Cantarella.